# 427496 van de Weg
427496 van de Weg è un asteroide della fascia principale. Scoperto nel 2002, presenta un'orbita caratterizzata da un semiasse maggiore pari a 2,584190 UA e da un'eccentricità di 0,200748, inclinata di 11,873403° rispetto all'eclittica.